# Успенський собор (Таганрог)
Успенський собор (рос. Успенский собор) — православний храм, розташований на Соборній площі Таганрога з 1790 по 1938 рік, який був у цей період головним храмом міста.

## Історія
Після того, як в 1770-1780-ті роки Таганрог почав розвиватися за межами фортеці, виникла необхідність створення нової головної міської площі. У 1782 році під неї було виділено величезну порожню ділянку землі відразу за фортечним валом праворуч від осі колишньої фортеці. При відведенні місця для нової торгової площі на ній передбачалося побудувати соборну церкву.
Активну участь у клопотах про новий храм взяли комендант фортеці Касперов, міський голова Тихонов та інші. Успенський собор мав особливість: весь великий простір храму містився під одним величезним куполом, а дзвіниця стояла окремо на деякій відстані. Нагорі був встановлений баштовий годинник з боєм через кожну годину. Всередині храм мав багатий розпис, ікони та церковне начиння, відрізнявся гарним резонансом.
Він був не тільки головною культовою спорудою Таганрога, але й важливим об'єктом історії міста. В 1825 році у ще недобудованому храмі був імператор Олександр I з дружиною Єлизаветою Олексіївною, а в наступні роки його відвідували інші представники Дому Романових, які приїжджали в Таганрог. У 1854 році в соборі вінчалися майбутні батьки А. П. Чехова, тут же в 1860 році хрестили самого Антона Чехова. Антон Павлович неодноразово бував у соборі.
Під час встановлення нового хреста на купол у серпні 1912 року, хрест раптово обірвався з блоку і звалився на землю. Парафіяни побачили в цьому поганий знак. Менш ніж через 10 років після описаної події почалася загибель Успенського собору.
У 1922 році почалися прямі репресії: з собору були вилучені царські врата і престол, срібний ковчег. Після завершення вилучення цінностей люди принесли в храм свої ікони і лампади, і богослужіння тривали. До 1934 року завершилося зняття дзвонів і здача їх на переплавлення для потреб промисловості. У 1936 році, щоб скористатися золотом позолочених глав, зняли металеву покрівлю. Згодом собор використовували для складування церковного начиння церков міста, які закривалися, а потім перетворили на склад для зберігання зерна. У 1938 році храм знищили.
На місці собору були облаштовані громадські туалети.